# يان شاندلير (لاعب كرة قدم)
يان شاندلير (بالإنجليزية: Ian Chandler)‏ هو لاعب كرة قدم بريطاني، ولد في 20 مارس 1968 في سندرلاند في المملكة المتحدة. لعب مع ستوكبورت كونتي ونادي ألدرشوت ونادي بارنسلي.